# Uncharted Passages
Uncharted Passages (Untertitel New York Piano Soliloquies, 1977–1979; Deutsch „Unerforschte Passagen – New Yorker Klaviersolologe“) ist ein Jazzalbum von Sun Ra. Die 1977 und 1979 größtenteils live in New York City entstandenen Aufnahmen erschienen 2025 auf dem Label Modern Harmonic in Kooperation mit Sun Ra LLC.

## Hintergrund
Dieses Projekt begann mit einem falsch identifizierten Band, das Michael D. Anderson vom Sun Ra Music Archive entdeckt hatte. Die 7-Zoll-Bandspule, die eine Live-Aufnahme von Ras Solo-Piano-Recital mit elf Stücken enthielt – einige davon waren erkennbar, andere nicht – war von herausragender Qualität und war als Auftritt in der New Yorker Carnegie Hall 1979 gekennzeichnet. Das Programm auf dem Band stimmte jedoch nicht mit bekannten Fakten über dieses Konzert überein (z. B. gespielte Titel, Konzertdauer), die laut einer Newsday-Rezension von Sun Ras Auftritt in der Carnegie Hall im September desselben Jahres aufgezeichnet wurde. Auf Anregung des Autors und Historikers Ted Gioia und nach weiteren Recherchen von Irwin Chusid wurde das Band schließlich als größtenteils unveröffentlichter Auftritt von Ra im Juli 1977 in einem „Jazzcafé“ in der Innenstadt von New York namens The Axis-in-Soho identifiziert.
Die Axis-Aufnahmen entstanden in einer Phase, als Sun Ra weitere Soloalben einspielte, Solo Piano Volume 1 im Mai, St. Louis Blues: Solo Piano im Juli und Piano Recital: Teatro La Fenice, Venezia im November 1977.
Das Album enthält außerdem vier weitere Solo-Piano-Stücke, die von einem unbeschrifteten Band stammen, auf dem Ra mit einem Schlagzeuger, höchstwahrscheinlich dem Arkestra-Perkussionisten Samarai Celestial, jammte. Beim flüchtigen Anhören des gefundenen Bandes wurde den Produzenten deutlich, dass auf den Aufnahmen Sun Ra und Celestial probten, versuchten, Grooves zu finden und eine musikalische Verbindung zu knüpfen. Als das Viertel-Zoll-Viertelspurband umgedreht wurde, hatte Celestial eine Pause eingelegt und Ra bot vier Solonummern auf dem Klavier dar, woraufhin Celestial zurückkehrte und die Jamsession weiterging. Die Solostücke wurden extrahiert und dem Album hinzugefügt. Das Material, ungefähr zur gleichen Zeit entstanden, hat eine ähnliche Anmutung wie die Axis-Aufnahmen.

## Titelliste
- Sun Ra: Uncharted Passages (Modern Harmonic – MH-8271)[2]

1. Axis Rhapsody 11:52
2. St. Louis Blues (W. C. Handy) 6:44
3. Blue Play 5:47
4. Axis Nexus 4:18
5. Sometimes I Feel Like a Motherless Child (Traditional) 6:26
6. Axis Extempore 6:18
7. Honeysuckle Rose (Fats Waller) / Enlightment (Hobart Dotson, Sun Ra) 8:02
8. Space Is [the] Place 1:49
9. Axis Impromptu 5:57
10. Everything I Have Is Yours (Burton Lane, Harold Adamson) 3:55
11. At Sundown 2:52
12. June Night 2:19
13. Rumination 3:10

Wenn nicht anders vermerkt, stammen die Kompositionen von Sun Ra.

## Rezeption
Das Album gelangte auf Position 29 (von 30) der Halbjahresliste (1/2025) des Francis Davis Jazz Critics Poll in der Kategorie wieder- und unveröffentlichter älterer Aufnahmen.
Diese einzigartigen Stücke würden eine Zusammenfassung von Ras Portfolio bilden, schrieb Martin Johnson. Es gebe heitere Streifzüge durch die Tradition und bemerkenswerte, durchdachte Erweiterungen derselben. Deshalb sei es kein Wunder, dass seine Arbeit auch heute noch führende Pianisten inspiriere.